# مؤثر (برمجة)

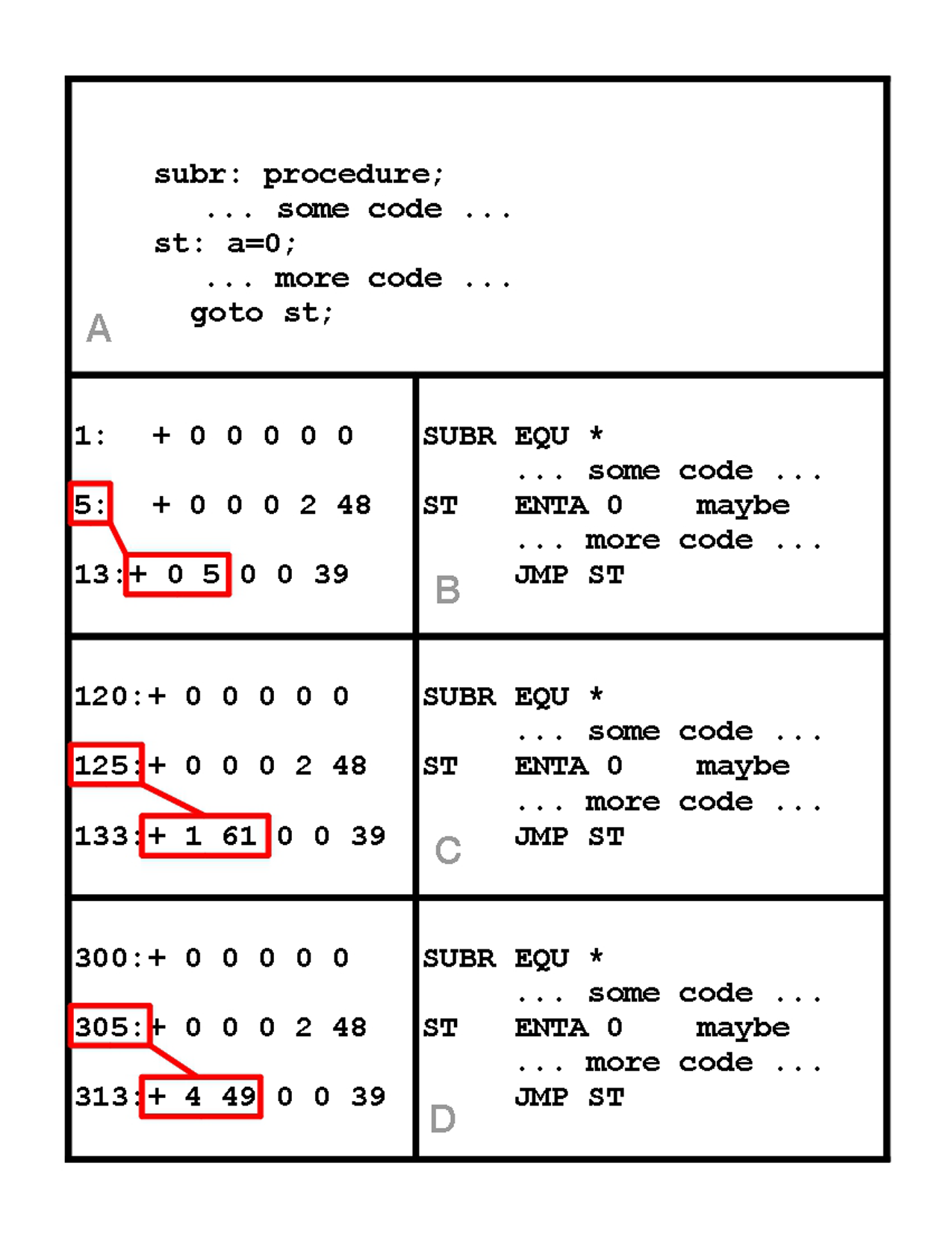
طريقة ترجمة من لغة البرمجة الى حزمة من التعليمات

المُؤَثِّر (بالإنجليزية: Operator)‏ هو حزمة من التعليمات المدعومة من قبل لغات البرمجة والتي تؤدي بدورها وظيفة معينة، تختلف في تركيبها ودلالتها عن الوظيفة العادية.
تعد العلامات الحسابية مثل الجمع (+) أو المقارنة (>) أبسط صور المؤثرات البرمجية، وعادة ما توضح لغة البرمجة تتابعات بناء المؤثر، كما قد تسمح بالتعديل في هذه التتابعات في بعض الأحيان.